# Michail Nitjepurenko
Michail Nitjepurenko, född den 27 december 1955 i Novokujbysjevsk, Ryssland, är en sovjetisk landhockeyspelare.
Han tog OS-brons i herrarnas landhockeyturnering i samband med de olympiska landhockeytävlingarna 1980 i Moskva.